# Église Saint-Georges de Ressons-le-Long
L'église Saint-Georges est une église située à Ressons-le-Long, en France.

## Localisation
L'église est située sur la commune de Ressons-le-Long, dans le département de l'Aisne.

## Historique
Le monument est classé au titre des monuments historiques en 1921.
L’église de Ressons-le-Long, placée sous le patronage de saint Georges, est l’une des plus anciennes du Soissonnais puisqu’elle date de la fin du XIe siècle, début XIIe siècle. Son plan, que dessine une croix latine, comprend une nef, deux collatéraux, un transept et un chœur carré.
Au XIe siècle, le carré du transept était recouvert de charpente, mais au XIIIe siècle, ce lambris fut remplacé par la voûte d’ogives. Le chœur bâti sur plan carré à la fin du XIe siècle est recouvert d’une voûte en berceau surhaussé. 
C’est le plus ancien exemple de chevet plat encore intact dans le Soissonnais, car les architectes n’élevèrent des absides de ce genre qu’au XIIe siècle. À l’extérieur, un grand porche moderne, flanqué de deux chapelles, dissimule la façade qui était précédée d’un clocher. Les huit baies de la nef sont entourées d’un cordon de billettes, et la corniche supérieure est formée d’une torsade. Ses modillons sont garnis de masques grimaçants, de têtes d’animaux, de damiers et de moulures.

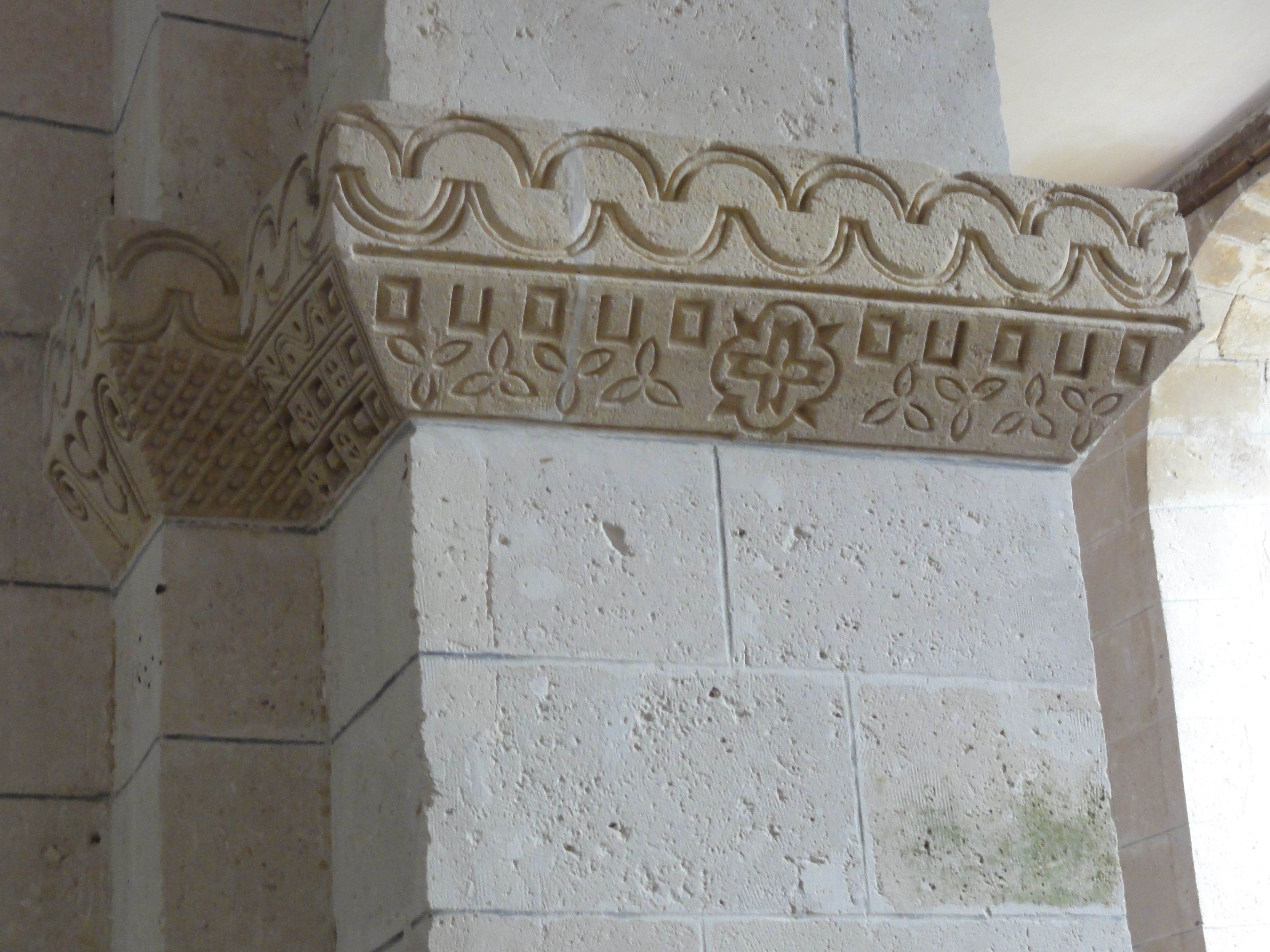
Détail d'un chapiteau décoré (restauré)
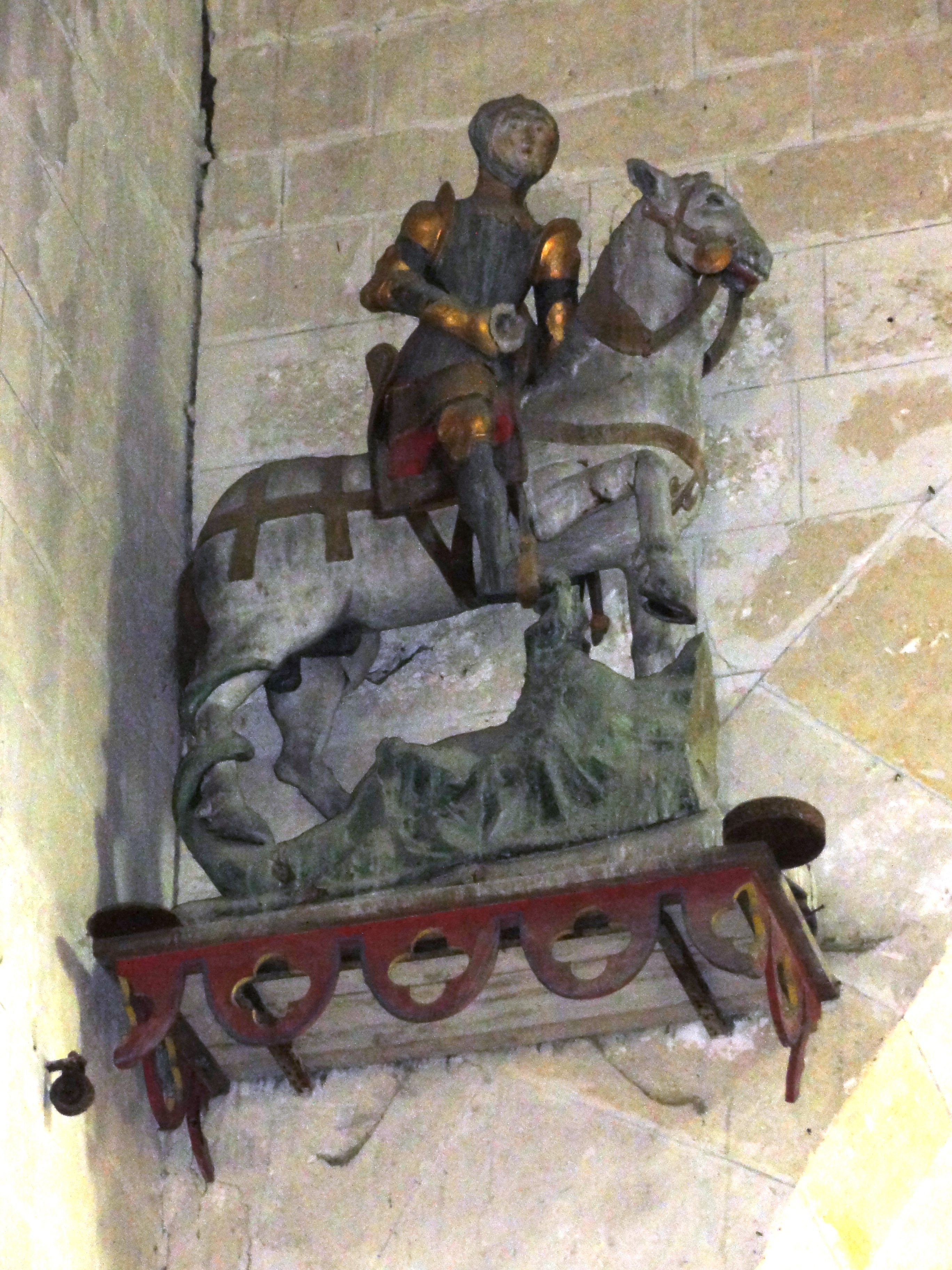
Statue de Saint Georges
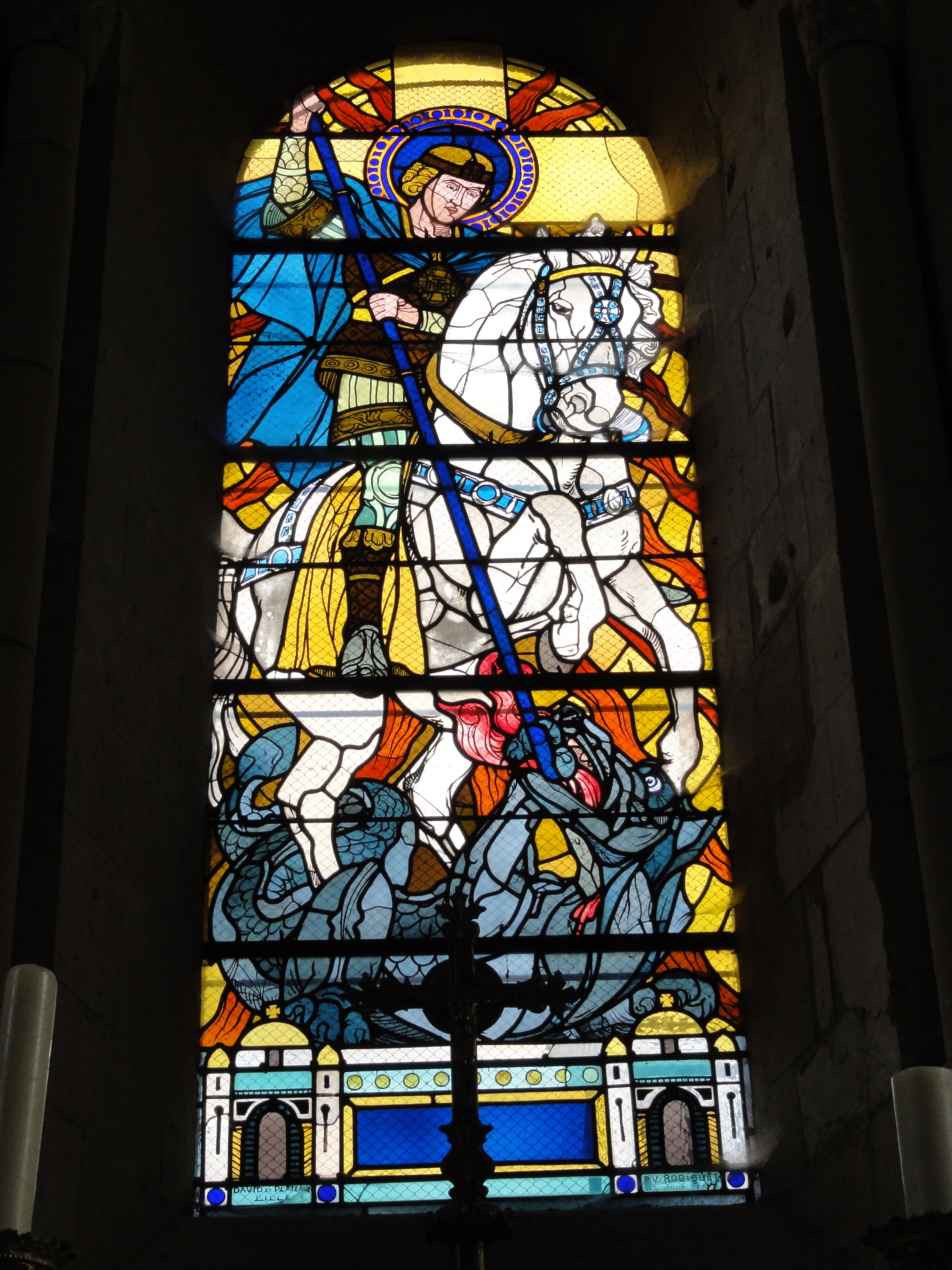
Vitrail de Saint Georges

## Description

### Architecture de l’église
La nef recouverte de charpente renferme quatre travées. Ses grands arcs en plein cintre sont formés de deux rangs de claveaux plats.
Chaque pilier se compose d’un massif rectangulaire flanqué de deux pilastres sur les faces latérales et d’un contrefort peu saillant qui épaule le mur de la nef à l’intérieur. Les tailloirs en biseau qui reçoivent la retombée des arcades sont presque tous lisses, mais quelques chanfreins présentent des triangles gravés en creux. Du côté de la façade, un bandeau garni de billettes et des contreforts indiquent l’existence d’un clocher-porche dont il ne reste plus d’autres traces. Le bas-côté sud, qui a perdu son caractère primitif, renferme une chapelle moderne adossée au porche.

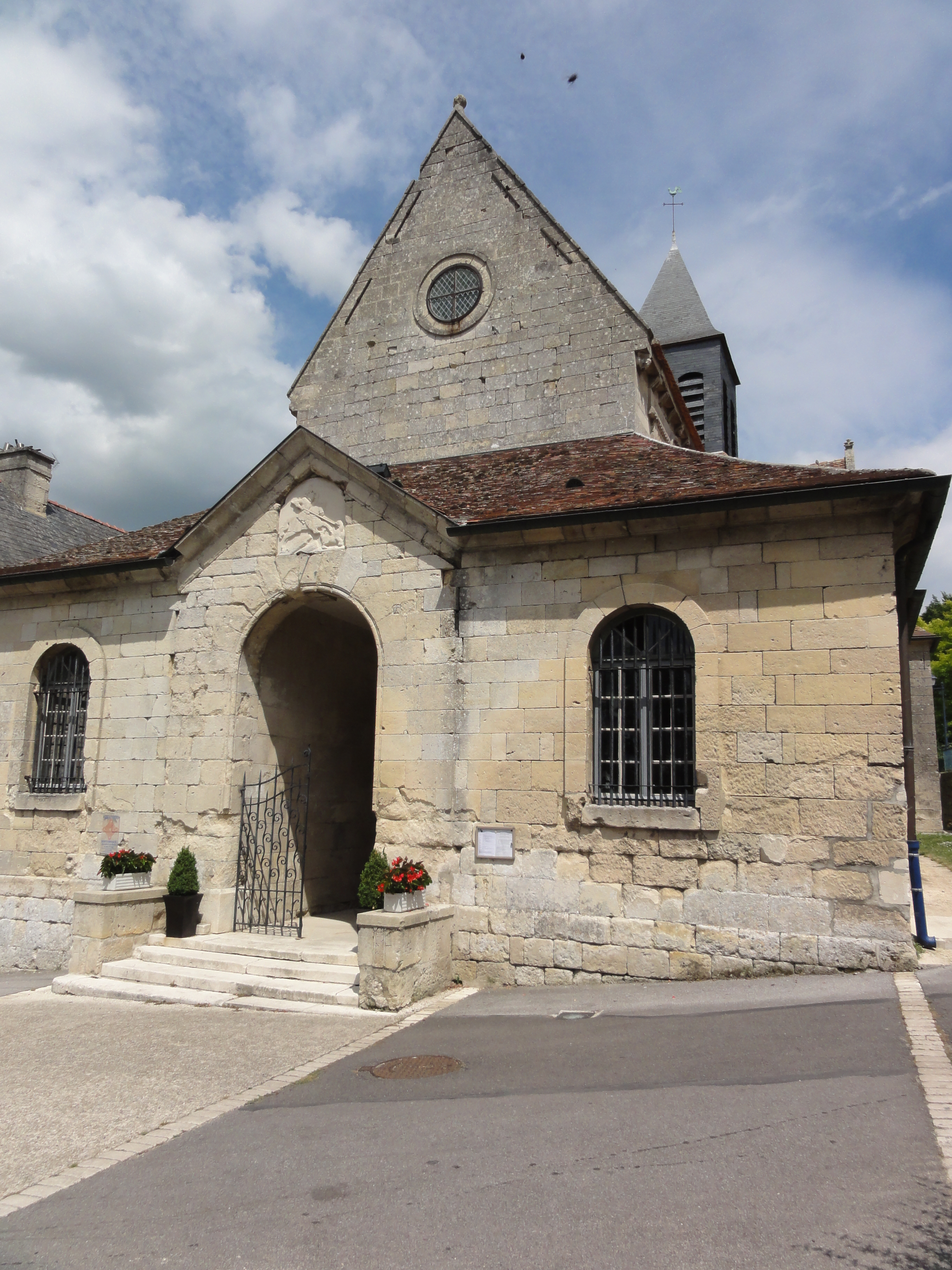
Extérieur, façade de l'entrée
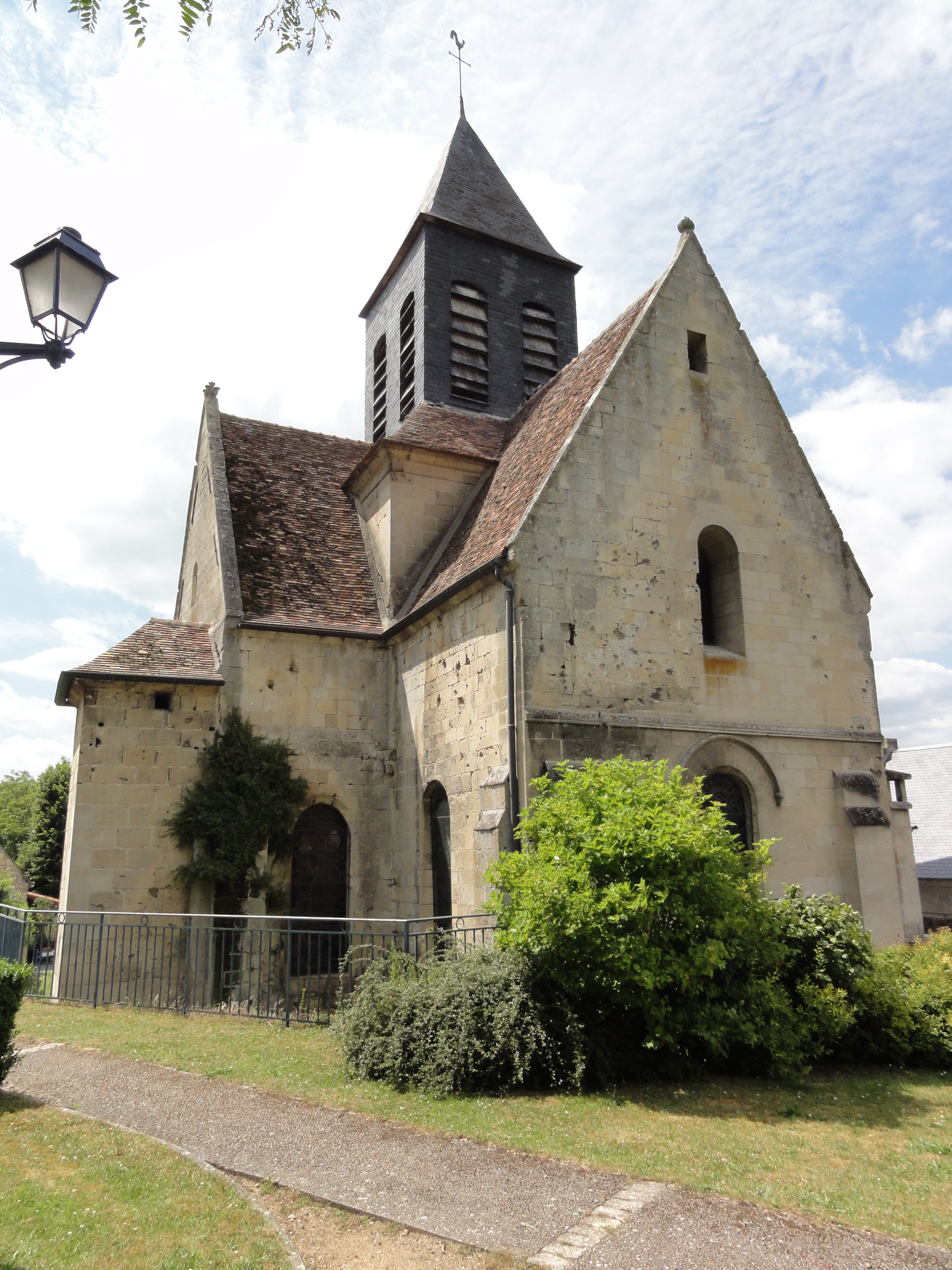
Extérieur, façade du chevet
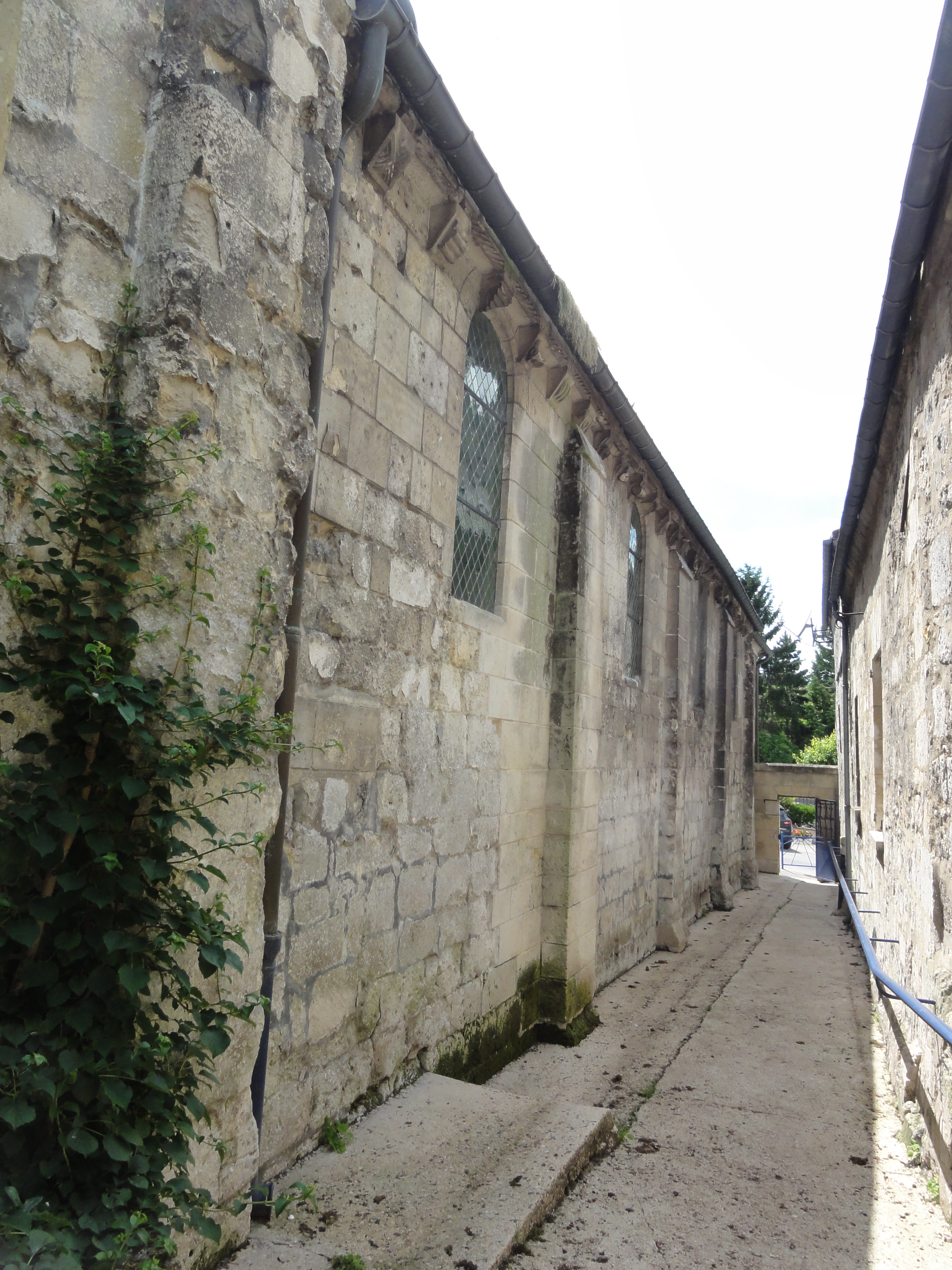
Extérieur, côté nord
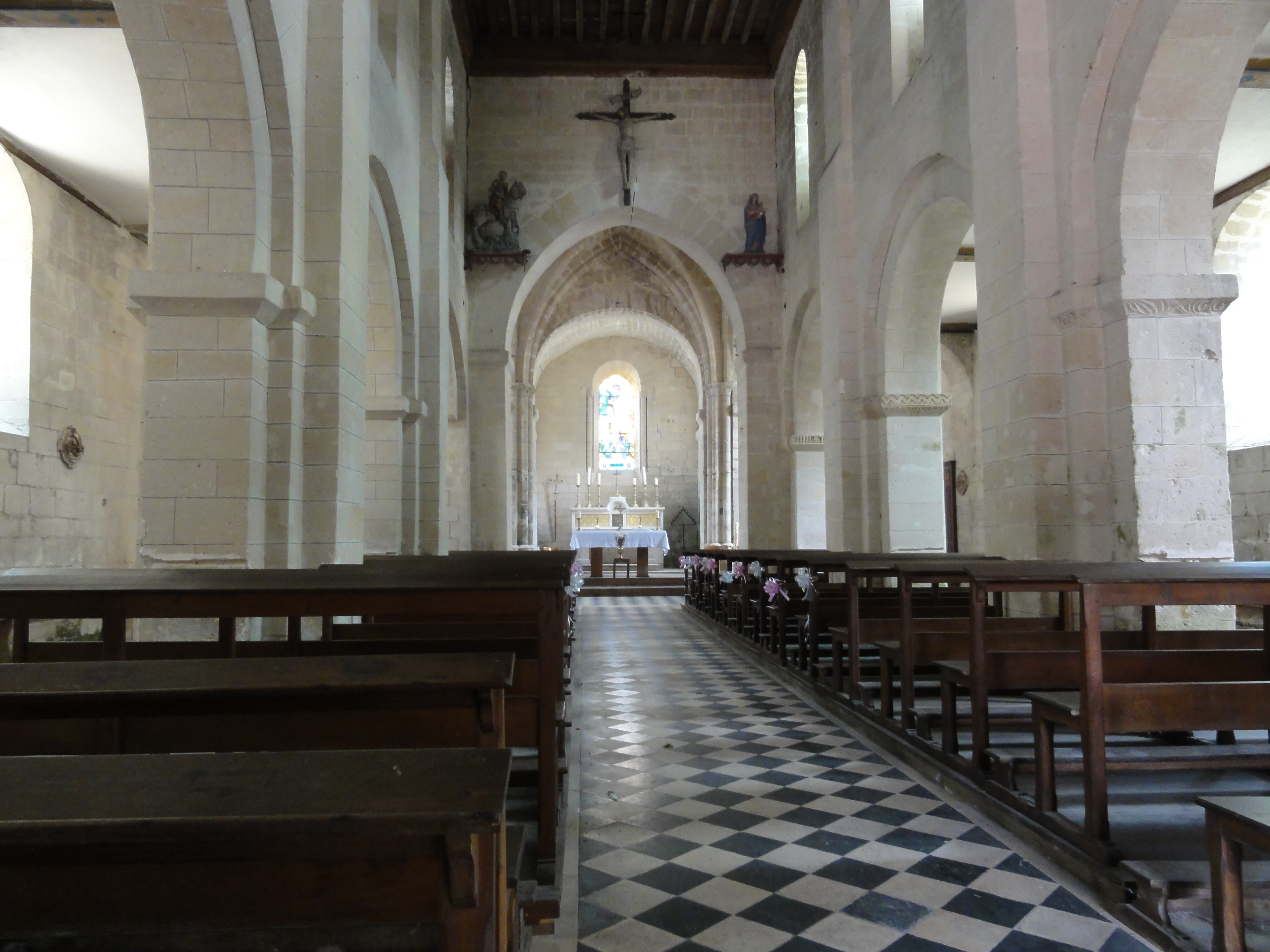
La nef
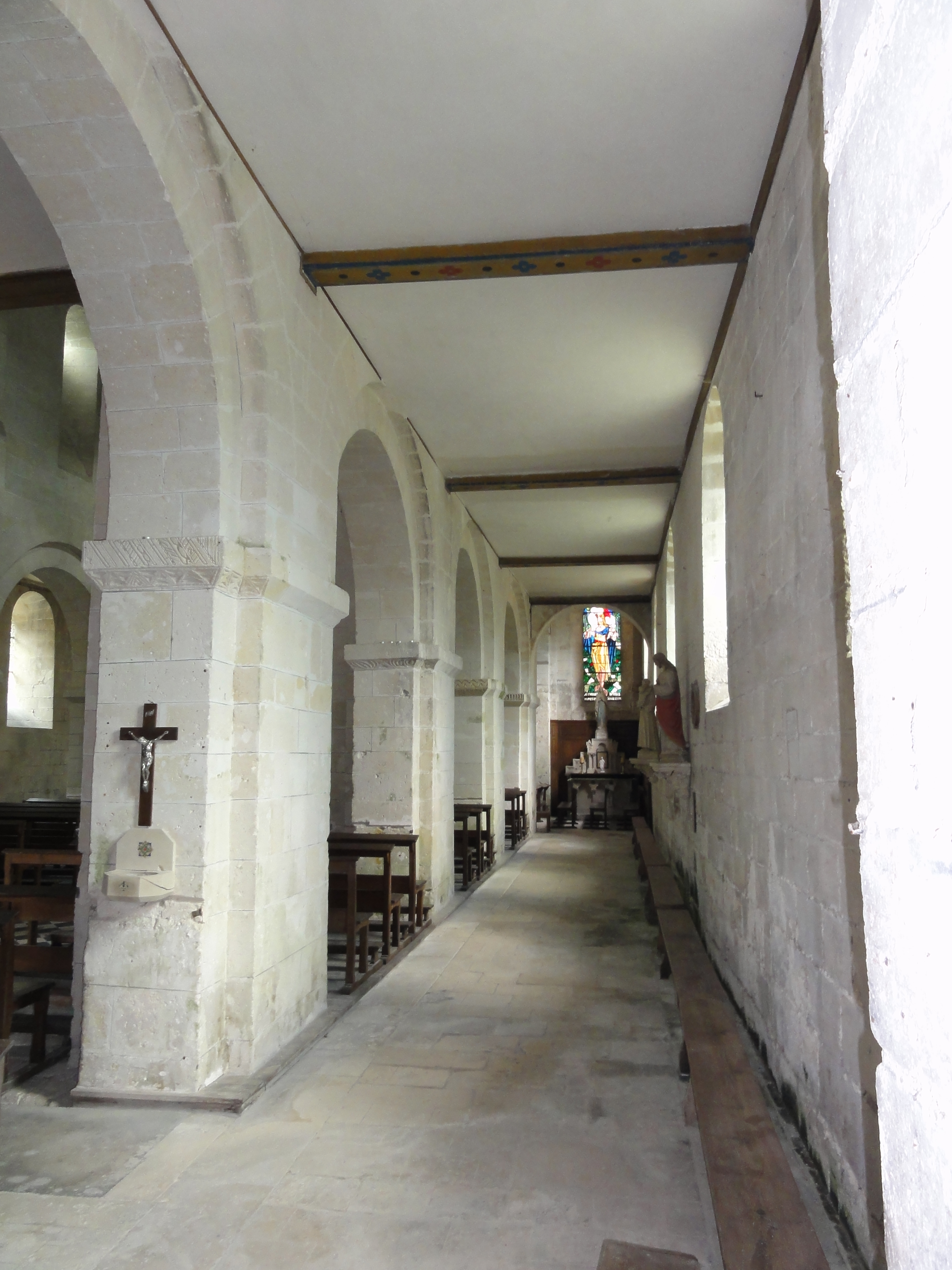
Bas-côté sud

### Inscriptions
On trouve dans l’église quelques inscriptions, deux gravées sur des pierres tombales et une troisième sur une plaque de marbre encastrée dans le mur à gauche de l’entrée principale. On lit sur la pierre tombale qui se trouve près de l’autel de la Vierge : 

« Cy gist damoiselle Françoyse Frétel, en son vivât feme de feu noble home Françoys de Bosbecq, seigneur d’Aultresche et de Poullendon, et Geoffroy de Bosbecq, leur filz, laquelle trespassa le … mil VcLXXIII. Priez Dieu pour son âme. »

Une autre tombe aujourd’hui placée dans le chœur avec l’inscription mutilée dans le haut en partie effacée dans le bas, ne laisse plus voir que les noms et qualités de deux seigneurs de Poulandon, dont elle recouvrait autrefois les restes mortels.
La troisième inscription, plus moderne, rappelle le nom d’un bienfaiteur de l’église et de la commune. On la trouve, après l’entrée du portail, dans le mur à gauche ; la voici :

« À la mémoire de M.François-Honoré Rémi Leveaux, né à Ressons-le-Long, le 15 septembre 1814, décédé à Pommiers, le 27 mai 1891.
Bienfaiteur de cette église. »